# 沃特福德直流電鐵線
沃特福德直流電鐵線（英語：Watford DC line）是英國倫敦尤斯頓站至赫特福德郡沃特福德沃特福德交匯站的通勒鐵路。本線开通于1912年，共设19个车站。大部分路段與西海岸主線並排而行。。伦敦地上铁的雌獅綫於本線全段提供客運服務，另外女王公園站至哈羅及威爾德斯通站一段，倫敦地鐵贝克卢线与雌獅綫共軌和共用車站。
20世紀初，本線採用導電軌提供直流電（使之能夠與倫敦地鐵的四軌系統以及北倫敦線相容）來完成電氣化，故稱直流電鐵線。與之平排的西海岸主線則採用架空電纜和交流電。

## 歷史
為了提供額外容量予通勤列車服務，並為沃特福德、哈羅提供更多不停站直達尤斯頓的特快列車班次， 倫敦與西北鐵路公司於1912年完成了康登至沃特福德交匯線，並開始於此線提供客運服務。此新線路中，沃特福德交匯至沃特福德高街交匯處一段原為倫敦與西北鐵路里克曼斯沃斯支線（前身為沃特福德和里克曼斯沃斯鐵路）的一部分；女王公園至南漢普斯特德一段則原本是西海岸主線慢線的一部分。南漢普斯特德至康登一段位於一對單軌隧道中，隨後鐵路於康登匯入西海岸主線路軌。
1912年全線電氣化前，曾有蒸汽火車於本線服務。
1917年4月16日，倫敦電氣鐵路貝克盧線拓展服務至女王公園—沃特福德交匯一段，自此本線開始有路段與貝克盧線共軌。1982年貝克盧線終止服務石橋公園以北各站。1984年，貝克盧線服務重新延長至哈羅及威爾德斯通站。自此本線女王公園—哈羅及威爾德斯通段與貝克盧線共軌至今。
本線於沃特福德高街站與布希站間曾設有克諾斯萊綠地支線。此支線於二戰後便逐漸沒落，於1996年3月22日以後就再沒有列車運行，並最終於2003年正式關閉。
1997年3月2日至2007年11月10日，銀連鐵路公司於本線提供沃特福德交匯至尤斯頓的列車服務。2007年11月11日起，服務改由倫敦地上鐵提供。
本線於沃特福德交匯和康登與西海岸主線連接，於威爾斯登交匯和康登亦設連接線至北倫敦線。

## 信號系統
線路開通時使用傳統的號誌系統，由每個車站的信號箱機械操作，電氣化後該系統仍在使用。
倫敦、米德蘭和蘇格蘭鐵路在1930年代初期在大部分路線引入了自動電子信號系統，並廢除了一些信號箱。在堡貝門利和上敏斯特之間（現屬區域線）也曾短暫使用了類似的系統。自動和半自動信號、中繼信號和輔助呼叫方面的緊密間隔旨在讓列車在發生延誤後以低速行駛，毋須聯繫信號員，就可通過沒有交叉路口的軌道上的“失敗”信號。但這可能會導致火車頭尾相接地排在一起，因為它們都到達了線路真正的阻塞位置。
當時本線亦增設了停車器。停車器以允許倫敦電氣鐵路（LER）列車在沒有中繼信號、沒有特別提供第二個人的情況下通過該線路運行；這使得於此線路上的所有其他地下鐵和主線列車能夠以繼續相同的做法運行。

## 電力系統和列車車型

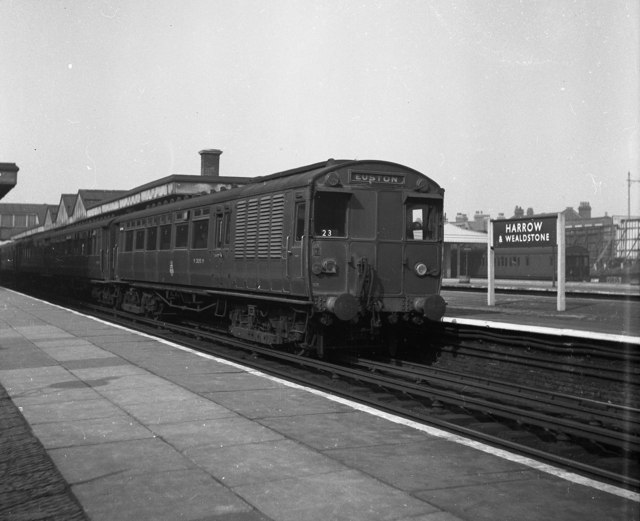
1956年停泊於哈羅及威爾德斯通站的首代電聯車

初期本線使用四軌系統作為電氣化措施，類似於現在的倫敦地鐵，以允許 LER 列車使用本線。電力由本線自身位於石橋公園的發電站提供。發電站落成時，發電站的高壓部分就能與相鄰公共電源互連以輸出或輸入電力，但當國家電源標準化為 50 Hz 時，互連就結束了。1960年代該發電站關閉後，本線改由公共電網供電。
在 1950 年代後期，為本線建造的首代電聯車被新的英國鐵路501型電力動車組所取代。1980年代中期，501型又由313型取代。本線現在使用列車為710型。
在 1970 年代，本線和北倫敦線軌道和車輛改為使用英國國鐵標準第三軌系統的修改版本。在本線與貝克盧線共軌的部分，第四軌（現在與運行軌結合以回返牽引電流） ) 則保留。在哈羅及威爾德斯通以北（現貝克盧線北端終點），第四軌在大多數地方都掉到了軌枕上並保持粘合狀態，因此迴路的電阻保持不變。從女王公園到基爾伯恩高路上行月台，第四軌保持在正常位置。這是因為貝克盧線列車無法於女王公園站進入倫敦地鐵專用軌道時（例如因維修工程或故障），就需要經女王公園站和基爾伯恩高路站間的叉口倒車。
本線全線改用三軌系統，僅與貝克盧線共軌路段保留第四軌後，其他能運作於三軌系統的列車就可以計劃或緊急使用該線路。除了最近使用的英國鐵路508型電力動車組外，1980年代後期，當北倫敦線的一部分關閉數週時，416型列車就曾被改為駛到威爾斯登交匯站的低層月台。
在英國鐵路378型電力動車組退出服務本線前，本線電壓由於需要設於378型的永久電壓下限 500 V 和倫敦地鐵1972年型列車的永久電壓上限 760 V之間，因此本線曾使用標準折衷電壓 660 V DC 進行電氣化。由於本線現已改用英國鐵路710型電力動車組，電壓亦已轉換為 750 V DC。
位於皇家公園阿克頓里的威爾斯登變電站，其電網為本線線路上的 10 個變電站提供 11 kV 三相電力，這些變電站位於康登、南漢普斯特德、女王公園、威爾斯登、哈利斯登、溫布利、肯頓、哈羅、哈奇端、布希和沃特福德。

## 客運服務

### 現有客運服務
現時於本線運行的客運服務包括：
- 沃特福德交匯 — 尤斯頓（倫敦地上鐵雌獅綫），列車途經沃特福德高街及威爾斯登交匯站低層月台
- 哈羅及威爾德斯通 / 石橋公園 — 女王公園 （倫敦地鐵貝克盧線），列車離開女王公園後會駛入地鐵專用路軌，經倫敦市中心往象堡

2008年秋季北倫敦線部分關閉期間，倫敦地上鐵曾開設本線與北倫敦線直通運行的列車服務。週一至週六本線列車不以尤斯頓為總站，改為經卡姆登路站前往斯特拉福德。週日服務則如常。
2024年2月，倫敦交通局宣布為所有地上鐵路綫賦予獨立名字和顏色以方便乘客辨別，在沃特福德直流電鐵線行走的地上鐵路綫稱為「雌獅綫」（Lioness line）並以橙黃色空心綫表示。名字為紀念代號為「雌獅」的英格蘭女子足球代表隊並反映路綫途徑溫布利球場。

### 昔日客運服務
- 沃特福德交匯 / 布希 / 哈羅及威爾德斯通  — 寬街 （後改至利物浦街車站）（經 櫻草花山 / 漢普斯泰德荒原）
- 克諾斯萊綠地 — 尤斯頓 / 寬街 / 沃特福德交匯
- 沃特福德交匯 — 象堡 （倫敦地鐵貝克盧線）

1985年5月13日，北倫敦線往列治文的列車服務取消以寬街車站為起訖站後，寬街車站只剩下來往沃特福德交匯的列車服務。當時沃特福德交匯—寬街的列車已僅於繁忙時間提供服務。1986年6月27日寬街車站關閉後，該列車改以利物浦街為始發終到站。1992年9月28日，沃特福德交匯—利物浦街的列車服務停運，櫻草花山站（此站當時只剩沃特福德交匯—利物浦街列車服務）亦隨之關閉。

## 車站列表
| 1        | 尤斯頓           |  | 維多利亞線、 北線、 Avanti西海岸、 倫敦西北鐵路、 加勒多尼臥舖列車 站外轉乘：尤斯頓廣場站（ 環線、 漢默史密斯及城市線、大都會線） | 大倫敦     | 卡姆登區 |
| 2        | 南漢普斯特德     |  | | 大倫敦     | 卡姆登區 |
| 2        | 基爾伯恩高路     |  | | 大倫敦     | 卡姆登區 |
| 2        | 女王公園         |  | 貝克盧線 | 大倫敦     | 布倫特區 |
| 2        | 肯薩綠地         |  | 貝克盧線 | 大倫敦     | 布倫特區 |
| 2/3      | 威爾斯登交匯     |  | 貝克盧線、 西倫敦線、 北倫敦線 | 大倫敦     | 布倫特區 |
| 3        | 哈利斯登         |  | 貝克盧線 | 大倫敦     | 布倫特區 |
| 3        | 石橋公園         |  | 貝克盧線 | 大倫敦     | 布倫特區 |
| 4        | 溫布萊中央       |  | 貝克盧線、 南方鐵路 | 大倫敦     | 布倫特區 |
| 4        | 北溫布萊         |  | 貝克盧線 | 大倫敦     | 布倫特區 |
| 4        | 南肯頓           |  | 貝克盧線 | 大倫敦     | 布倫特區 |
| 4        | 肯頓             |  | 貝克盧線 站外轉乘：諾斯維克公園站 （ 大都會線）                                                                                   | 大倫敦     | 布倫特區 |
| 5        | 哈羅及威爾德斯通 |  | 貝克盧線、 南方鐵路、 倫敦西北鐵路                                                                                                | 大倫敦     | 哈羅區   |
| 5        | 頭石巷           |  | | 大倫敦     | 哈羅區   |
| 6        | 哈奇端           |  | | 大倫敦     | 哈羅區   |
| 7        | 賈炳達公園       |  | | 赫特福德郡 | 三河區   |
| 8        | 布希             |  | 倫敦西北鐵路 | 赫特福德郡 | 沃特福德 |
| 8        | 沃特福德高街     |  | | 赫特福德郡 | 沃特福德 |
| 收費區外 | 沃特福德交匯     |  | 南方鐵路、倫敦西北鐵路、Avanti西海岸、加勒多尼臥舖列車                                                                            | 赫特福德郡 | 沃特福德 |